# Evelyn Millard
Evelyn Mary Millard (Kensington, 18 september 1869 – aldaar, 9 maart 1941) was een Engelse Shakespeareaanse actrice, manager van acteurs en "stage beauty" aan het einde van de negentiende en het begin van de twintigste eeuw. Ze is voornamelijk bekend vanwege het creëren van de rol van Cecily Cardew voor de première van Oscar Wilde's toneelstuk The Importance of Being Earnest in 1895.

## Jeugd en carrière
Millard werd geboren als een van de drie dochters van John Millard (1838-1900), die lesgaf in stemexpressie aan de Royal Academy of Music en de Royal College of Music. Evelyn Millard studeerde aan de Female School of Art in Bloomsbury. Ze verscheen voor het eerst op het toneel in 1891 met een kleine rol in het toneelstuk The Dancing Girl van Henry Arthur Jones, dat werd opgevoerd in het Haymarket Theatre in Londen. Ze werd opgeleid door Sarah Thorne in het Theatre Royal in Margate. Voor Thorne speelde ze Julia in The Hunchback, Julia in Romeo en Julia en Hero in Veel drukte om niets. Millard ging vervolgens aan de slag bij het theatergezelschap van Thomas Thorne en speelde in de toneelstukken Joseph's Sweetheart, Miss Tomboy, Sophia en Money. Millard woonde vervolgens twee jaar in Londen, waar ze verbonden was aan het Adelphi Theatre.
In 1894 ging Millard mee met het gezelschap van George Alexander, waarvoor ze Rosamund in Sowing the Wind, Dulcie in The Masqueraders en Paula in The Second Mrs Tanqueray speelde; deze laatste rol speelde ze ook in het St James's Theatre. Bij dit theater vertolkte ze het personage Cecily Cardew voor de première van Oscar Wilde's The Importance of Being Earnest in 1895. In september 1895 verscheen Millard voor koningin Victoria in een Royal Command Performance van Liberty Hall in Balmoral.
Vanaf januari 1896 speelde ze Princes Flavia in het stuk The Prisoner of Zenda in Londen. In 1897 sloot Millard zich aan bij de theatergezelschap van Herbert Beerbohm Tree. Hierbij speelde ze Portia in Julius Caesar in Her Majesty's Theatre in Londen in 1898.
Voor de Amerikaanse theaterdirecteur en producent Charles Frohman speelde ze in 1898 in het Duke of York's Theatre Lady Ursula in The Adventure of Lady Ursula, de hoofdrol in Jerome K. Jeromes Miss Hobbs en Cho-Cho-San in David Belasco's toneelstuk Madame Butterfly, vanaf 28 april 1900 in het Duke of York's Theatre. De cast bestond onder meer uit Allan Aynesworth, Claude Gillingwater en J.C. Buckstone. Dit stuk werd gezien door Puccini, die zijn opera Madama Butterfly erop gebaseerd zou hebben.

## Latere jaren
Op 19 juli 1900 trouwde Millard met Robert Porter Coulter (1862-1915) in St. George's Church op het Hanover Square in Londen. Omdat Coulter een partner was van Scotch House, werd hij in 1910 failliet verklaard. Hun dochter, Ursula Helen Coulter (1901-1991), werd vernoemd naar het karakter dat Millard speelde in The Adventure of Lady Ursula toen ze Coulter in 1898 ontmoette. In maart 1902 ging Millard weer het toneel op bij het St James's Theatre om de rol van Francesca in Paolo and Francesca te vervullen. Ze was ook nog te zien in twee andere Royal Command Performances in Windsor Castle voor Edward VII; in november 1904 was ze te zien als Lady Mary Carlyle in Monsieur Beaucaire samen met Lewis Waller en in november 1906 als Lady Marian in Robin Hood.
Millard speelde daarna een aantal Shakespeareaanse rollen, waaronder Jessica in The Merchant of Venice in 1903, Julia in Romeo en Julia in 1905 en Desdemona in Wallers versie van Othello in 1906. In 1906 verscheen ze ook met Lewis Waller in The Harlequin King in het Imperial Theatre. Millard richtte in 1908 haar eigen theatergezelschap op, waarmee ze in 1910 Ophelia speelde in Twelfth Night en in 1912 Olivia in hetzelfde stuk, dat werd opgevoerd in het Savoy Theatre in Londen en werd geregisseerd door Harley Granville-Barker. Ook speelde ze Edith Dombey in Dombey and Son en Agnes in een theaterbewerking van David Copperfield. Millard keerde in 1911 terug in de rol van Cho-Cho-San in Madame Butterfly in het Palace Theatre of Varieties in Londen.
Millards laatste grote rol was die van Agnes Wickfield in David Copperfield in His Majesty's Theatre in december 1914. Daarna verscheen ze nog kort als Calpurnia in Julius Caesar tijdens de Shakespeare Tercentenary Celebration in 1916.
Na haar pensioen woonde Millard in Abingdon Court in Kensington, waar ze op 9 maart 1941 op 70-jarige leeftijd overleed.
- Library of Congress Control Number: no2009002498
- SNAC: w6zw1v7b
- Virtual International Authority File: 63840932
- WorldCat: E39PBJtcHBHcBVd4tJ4KTwb8G3